# Нюдяяха (приток Татляхаяхи)
Нюдяяха (устар. Нюча-Яга) — река в России, протекает по Ямало-Ненецкому АО. Устье реки находится в 57 км по правому берегу реки Татляхаяха. Длина реки составляет 49 км.

## Данные водного реестра
По данным государственного водного реестра России относится к Нижнеобскому бассейновому округу, водохозяйственный участок реки — Надым. Речной бассейн реки — Надым.
Код объекта в государственном водном реестре — 15030000112115300047552.